# Placówka Straży Celnej „Roztoki”

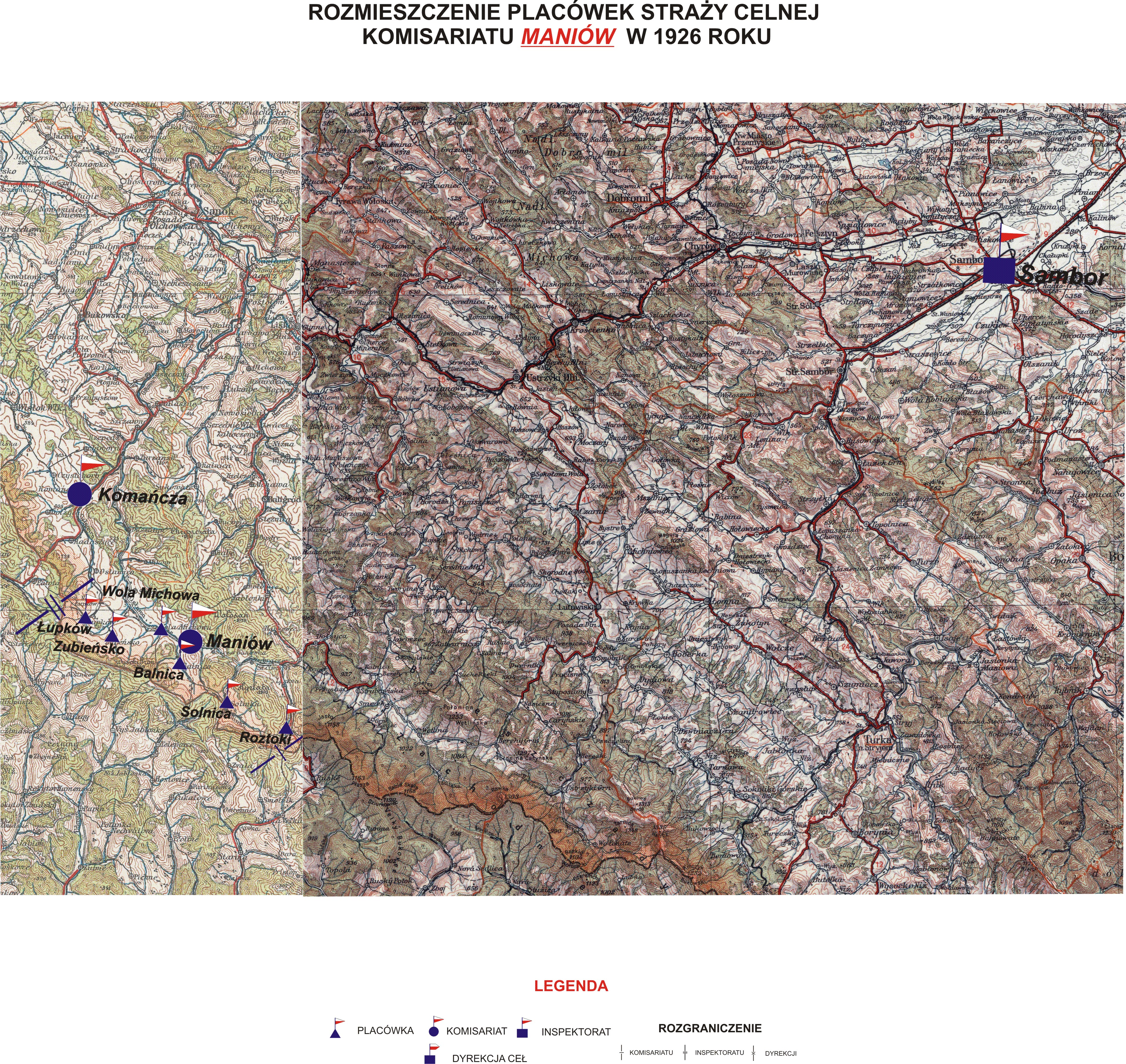
Rozmieszczenie placówek SC Komisariatu Maniów w 1926 r.

Placówka Straży Celnej „Roztoki” – jednostka organizacyjna Straży Celnej pełniąca w okresie międzywojennym służbę ochronną na granicy polsko-czechosłowackiej.

## Formowanie i zmiany organizacyjne
Na wniosek Ministerstwa Skarbu, uchwałą z 10 marca 1920 roku, powołano do życia Straż Celną. Jednostki Straży Celnej rozpoczęły przejmowanie odcinków granicy od pododdziałów Batalionów Celnych. W 1921 roku w Uścierykach stacjonował sztab 1 kompanii 11 batalionu celnego. Kompania wystawiała między innymi placówkę w Roztokach. W 1922 roku w Komańczy stacjonował sztab 3 kompanii 6 batalionu celnego. Kompania wystawiała między innymi placówkę w Roztokach. Proces tworzenia Straży Celnej trwał do końca 1922 roku. Placówka Straży Celnej „Roztoki” weszła w podporządkowanie komisariatu Straży Celnej „Maniów” z Inspektoratu SC „Sambor”.
W drugiej połowie 1927 roku przystąpiono do gruntownej reorganizacji Straży Celnej. W praktyce skutkowało to rozwiązaniem tej formacji granicznej. Ochronę północnej, zachodniej i południowej granicy państwa przejęła powołana z dniem 2 kwietnia 1928 roku Straż Graniczna.
Rozkazem nr 5 z 16 maja 1928 roku w sprawie organizacji Małopolskiego Inspektoratu Okręgowego dowódca Straży Granicznej gen. bryg. Stefan Pasławski określił strukturę organizacyjną komisariatu SG „Baligród”. Placówka Straży Granicznej I linii „Roztoki Górne” znalazła się w jego strukturze.

## Funkcjonariusze placówki
Kierownicy placówki
| stopień    | imię i nazwisko, numer | okres pełnienia służby | kolejne stanowisko |
| ---------- | ---------------------- | ---------------------- | ------------------ |
| przodownik | Feliks Małecki (322)   | był w 1926             |                    |

Obsada personalna placówki w 1926:
- przodownik Feliks Małecki (322)
- strażnik Stanisław Najdul (984)
- strażnik Franciszek Umławski (998)
- strażnik Franciszek Stawniak (935)
- strażnik Franciszek Chlebowski (1592)
- strażnik Karol Frankiewicz (2178)